# 姬家岔乡
姬家岔乡是中国陕西省榆林市米脂县下辖的一个乡。

## 行政区划
姬家岔乡下辖以下行政区：
姬岔村、新庄村、圪凹店村、申杨崖村、燕圪台村、新尚沟村、毕家渠村、乔家圪台村、黑圪塔村、蔺家寺村、高家坪村、李家沟村、井家河村、刘盘家沟村、小寺则村